# Черноухая игрунка
Черноухая игрунка или черноухая мармозетка (лат. Callithrix penicillata) — примат из семейства игрунковых.  
Эндемик Бразилии.

## Описание
Черноухие игрунки очень похожи на обыкновенных игрунок, но отличаются от них чёрными и более короткими пучками меха на ушах, а также чередующимися чёрными и коричневыми поперечными полосами на теле.

## Распространение
Черноухие игрунки обитают в лесах Бразилии. На территории муниципалитета Каэте вдоль реки Риу-Пирасикаба обитает популяция гибридов Callithrix penicillata x Callithrix geoffroyi.

## Черноухие игрунки и человек
Черноухие игрунки часто встречаются около человеческих поселений и забегают на плантации.